# ترامب شاتل

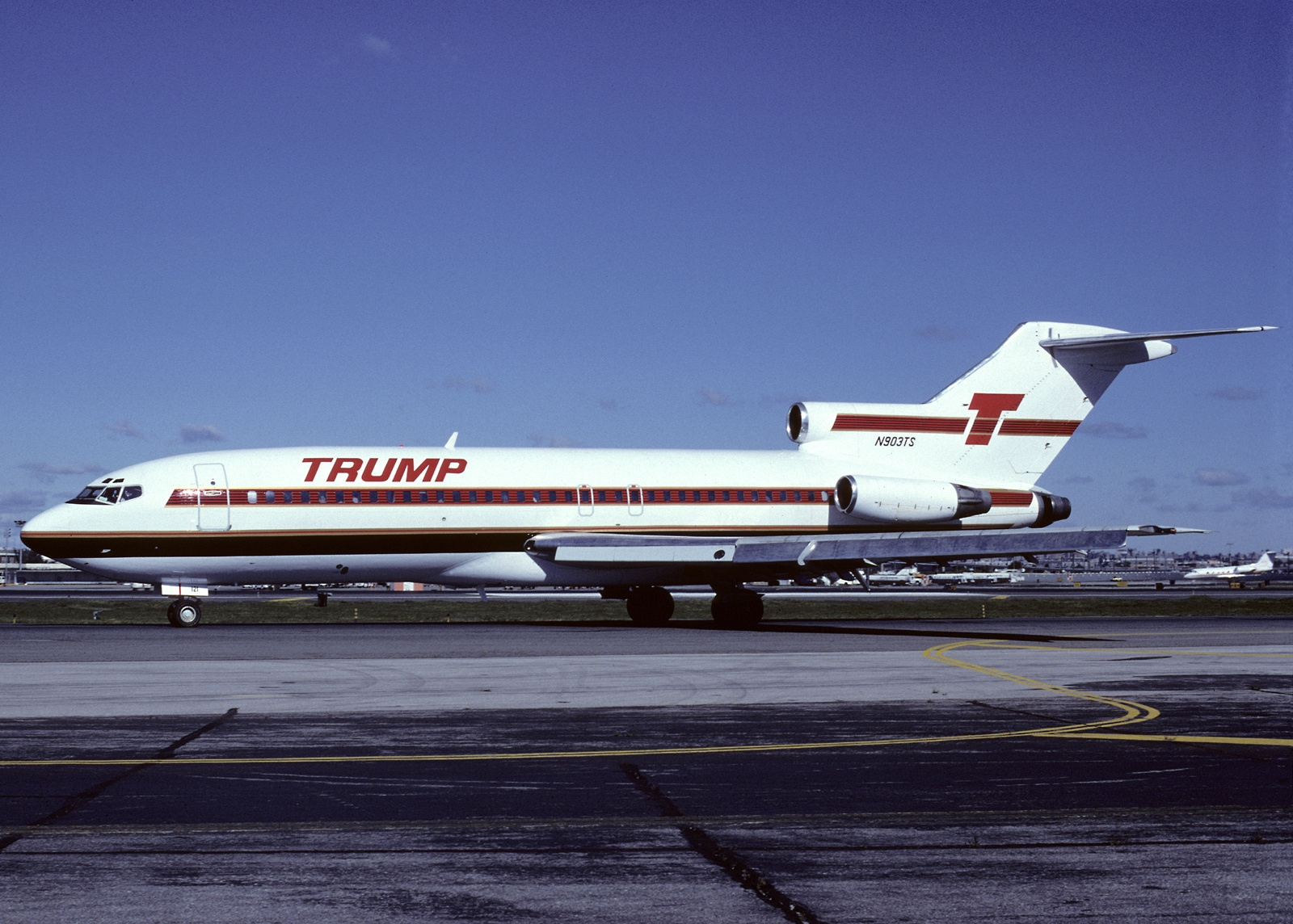
طائرة بوينغ 727-100 من ترامپ شاتل في 1989

ترمب شاتل، إنك. كانت شركة طيران مملوكة من قبل دونالد ترمب في الفترة من 1989 إلى 1992. كانت حقوق الهبوط وبعض الأصول المادية اللازمة لتشغيل رحلات الشاتل جزءًا أصليًا من شركة الخطوط الجوية الشرقية وكانت تعرف باسم شاتل الخطوط الجوية الشرقية. كانت تعمل رحلات طيران ساعة بعد ساعة على متن طائرات بوينغ 727 من مطار لا غارديا في مدينة نيويورك إلى مطار لوجان الدولي في بوسطن في بوسطن، ماساتشوستس ومطار رونالد ريغان الوطني في واشنطن العاصمة، بالإضافة إلى خدمات الطيران العارض إلى وجهات أخرى. كان رمز IATA لها هو TB (الذي تم إعادة تخصيصه لاحقًا إلى جيتيرفلاي، التي أصبحت توي فلاي بلجيكا).
إطلاق ترامپ الرسمي في مجال الطيران تم في مارس 1988 عندما اشترى ثلاث طائرات هليكوبتر سيكورسكي S-61 كانت مملوكة لشركة Resorts International Airlines (RIA) وتستخدم لنقل كبار الزوار إلى منتجع كازينو هوتل في أتلانتيك سيتي، نيو جيرسي. الطائرات الثلاثة ذات اللون الأخضر والبرتقالي تم إعادة طلائها باللون الأسود والأحمر وحُملت بشعار Trump Air.

## التاريخ

### التكوين
في أواخر الثمانينات، كانت كل من إيسترن أيرلاينز وخطوط بان أمريكان العالمية تدير خدمات شاتل الطيران في الولايات المتحدة الشمالية الشرقية، وكانت تلك الخدمات مربحة للغاية رغم أن الشركتين، ككل، لم تكونا كذلك. مع تدهور الآفاق المالية لشركة Eastern في أواخر الثمانينات، بدأت الشركة في بيع مساراتها وطائراتها. وقد نظمت عمليات الشاتل المربحة في شركة منفصلة، ترأسها بروس نوبلز، بنية بيعها لجمع الأموال.
التقى رئيس شركة Eastern فرانك لورنزو بدونالد ترمب في حفلة، ثم قاموا بالتفاوض على بيع الشاتل لترامپ مقابل 365 مليون دولار، وهو أكثر من التكلفة المتوقعة لإنشاء شركة طيران مشابهة، لكن يمكن تبريره إذا حققت الشركة حصة سوقية عالية. مقابل هذا السعر، حصل ترمب على أسطول من 17 طائرة بوينغ 727، ومرافق هبوط في كل من المدن الثلاث التي كان الشاتل يطير إليها، وحق وضع اسمه على الشركة وطائراتها. كان الشاتل قد عمل سابقاً كخدمة "بلا رفاهيات" للمسافرين من رجال الأعمال، ولكن أعلن ترمب أنه سيحولها إلى شركة طيران فاخرة.
بعد التوصل إلى اتفاق مع ترمب في أكتوبر 1988، تقدمت Eastern بطلب حماية بموجب الفصل 11 من قانون الإفلاس. قام العديد من الركاب بالتحويل إلى بان آم شاتل المنافسة، وبدأ Eastern Shuttle الذي كان مربحاً سابقاً في تكبد الخسائر. حاول ترمب استغلال الوضع للتفاوض على سعر أقل وللحصول على طائرات إضافية من Eastern. قدمت خطوط غرب أمريكا الجوية عرضًا منافسًا أكثر جاذبية في 10 مايو، ولكن فشل ذلك بسبب عدم وجود التمويل الكافي. تم الموافقة على عرض ترمب من قبل محكمة الإفلاس في مايو 1989. في يونيو 1989، تم إتمام الصفقة، التي تم تمويلها من خلال قرض من مجموعة من البنوك بقيادة سيتي بنك.
بدأت عمليات ترامپ شاتل الجديدة في 8 يونيو 1989، وبحلول نهاية أغسطس، استعادت الشركة حصة سوقية قوية تتراوح بين 40-50%. دفع ترمب لتحويل الشاتل إلى خدمة فاخرة وأداة تسويقية لاسم ترمب. تم إعادة طلاء طائرات الشركة باللون الأبيض، وتم إعادة تصميم داخليتها باستخدام خشب القيقب، وأبازيم أحزمة المقاعد المطلية بالكروم، وتجهيزات الحمام باللون الذهبي. كما كانت الشركة رائدة في تبني التقنيات المتقدمة: حيث قدمت بعض من أولى أكشاك التسجيل الذاتي للركاب بالتعاون مع Kinetics في قاعدة لاجوارديا الخاصة بها؛ وتعاونت مع LapStop، وهي شركة ناشئة كانت تستأجر أجهزة الكمبيوتر المحمولة للركاب. كانت الشركة أيضًا من أوائل المتبنين لنظام الهاتف المحمول على متن الطائرة GTE Airfone. قدمت الرحلات وجبات مجانية، بما في ذلك الدجاج والستيك في بعض الرحلات، بالإضافة إلى الشمبانيا والبيرة والنبيذ المجاني. أنفق كل من ترمب وبان آم ملايين الدولارات على حملات إعلانات في تلك الفترة في محاولة للحفاظ على مواقف تنافسية قوية.

### حادثة أغسطس 1989
في أغسطس 1989، تعرضت إحدى رحلات ترامپ شاتل التي كانت قادمة إلى بوسطن لفشل في عجلة الأنف أثناء الهبوط بسبب أخطاء في الصيانة من قبل موظفي Eastern قبل الاستحواذ. قام ترمب شخصيًا بالطيران على الرحلة التالية من ترامپ شاتل إلى بوسطن من أجل إدارة رد الفعل العام على الحادث.

### الصعوبات المالية
| (بالدولار الأمريكي 000) | 1990     | 1991     |
| ----------------------- | -------- | -------- |
| الإيرادات التشغيلية     | 172,013  | 169,096  |
| الخسارة التشغيلية       | (40,122) | (24,671) |
| الخسارة الصافية         | (68,761) | (58,552) |
| هامش التشغيل            | -23.3%   | -14.6%   |
| الهامش الصافي           | -40.0%   | -34.6%   |

لم تكن الشركة مربحة أبدًا. بدأ عدد الركاب في الشاتل في الانخفاض في نوفمبر 1989. في أواخر عام 1989، دخلت الولايات المتحدة الشمالية الشرقية في ركود اقتصادي مما قلل من الطلب، بينما تسببت غزو العراق للكويت في أغسطس 1990 في مضاعفة أسعار وقود الطائرات. بينما ارتفعت تكاليف تشغيل الخطوط الجوية، كان العديد من العملاء من الشركات الذين يستخدمون الشاتل يقومون بتقليص ميزانيات السفر. في الوقت نفسه، كانت أعمال ترامپ في مجال الكازينو تواجه صعوبات جدية، واضطر ترمب إلى تسليم السيطرة على العديد من ممتلكاته التجارية إلى مصارفه في يونيو 1990 لتجنب الإفلاس الشخصي. نفدت أموال الخطوط الجوية وأعلنت إفلاسها في سبتمبر 1990.
قامت ترامپ شاتل بتنفيذ بعض العمليات الخاصة في تلك الفترة لاستثمار الطائرات الاحتياطية في الشاتل. في يونيو 1990، نقلت الخطوط الجوية نيلسون مانديلا في جولته المكونة من ثماني مدن في الولايات المتحدة. خلال حرب الخليج 1990-1991، حصلت الشركة على عقد حكومي لنقل أفراد الجيش الأمريكي بين القواعد العسكرية الرئيسية في دوفر AFB، تشارلستون AFB، ترافيس AFB، ماكورد AFB، وكيلي AFB.

### البيع
كان ترمب قد ضامن شخصياً مبلغ 135 مليون دولار من ديون الشاتل. بعد إعلان الإفلاس، قامت سيتي بنك بترتيب لتولي خطوط نورث ويست الجوية السيطرة على الشاتل مقابل إعفاء ترمب من المسؤولية الشخصية عن ديونها، وكان من المقرر أن تكون جميع الأطراف قريبًة من التوصل إلى اتفاق بحلول أبريل 1991. وافقت دلتا إير لاينز على شراء الشاتل المنافس بان آم شاتل في يوليو، وأعلنت نورث ويست أن استحواذها على ترامپ شاتل قد تم إلغاؤه في أغسطس، وذلك بسبب مطالبات اتحادات ترامپ شاتل بالمساواة مع موظفي نورث ويست ورفض ترمب تخفيض السعر بما يعكس ذلك. توصلت يو إس إيرويز في نهاية المطاف إلى اتفاق في ديسمبر 1991 لتولي السيطرة التشغيلية على ترامپ شاتل لمدة تصل إلى عشرة سنوات، مع خيار شراء الشاتل بعد خمس سنوات. قال المصرفيون المشاركون في المفاوضات أن ترمب سيتم إعفاؤه من ضمان ما لا يقل عن 100 مليون دولار من ضمانه، وربما يصل المبلغ إلى 110 مليون دولار، مما يتركه مدينًا بمبلغ يتراوح بين 25 و35 مليون دولار عند إغلاق ملكيته في الشركة.
في 7 أبريل 1992، توقف ترامپ شاتل عن الوجود عندما تم دمجه في شركة جديدة، شاتل، إنك، التي بدأت العمل كـ USAir Shuttle في 12 أبريل 1992. بعد ذلك، اشترت يو إس إيرويز بقية شركة شاتل، إنك في 19 نوفمبر 1997، وواصلت الخدمة العمل تحت اسم US Airways Shuttle. بقيت شاتل، إنك، تابعة لمجموعة يو إس إير غروب حتى 1 يوليو 2000، عندما تم دمجها في يو إس إيرويز. في أكتوبر 2015، تم دمج يو إس إيرويز مع الخطوط الجوية الأمريكية، ومن ثم أصبح الشاتل يسمى شاتل الخطوط الجوية الأمريكية.

## خدمة الهليكوبتر
كانت ترامپ إير تدير خدمة هليكوبتر مجدولة بين مطار لا غارديا ومطار وول ستريت هليكوبتر في وسط مانهاتن لتوفير وصلات مع رحلات ترامپ شاتل في لا غارديا.
كانت ترامپ إير تدير أيضًا خدمة بين مدينة نيويورك ومطار إيست هامبتون من عام 1989 إلى 1992، وبين مطار وست 30ث ستريت هليكوبتر وSteeplechase Pier في أتلانتيك سيتي لخدمة كازينوهات ترامپ. استخدمت مزيجًا من سيكورسكي إس-61 وBoeing CH-47 Chinook من الطائرات المروحية. تم تأسيسها في 22 مارس 1988، مع ثلاث طائرات مروحية من طراز Sikorsky S-61، التي كانت تحمل 24 راكبًا لكل منها، مع خدمة بين West 30th Street Heliport في مانهاتن وBader Field وSteeplechase Pier في أتلانتيك سيتي. تراوحت الأسعار بين 49 و 125 دولارًا، وكان وقت السفر 48 دقيقة. كانت إحدى الطائرات المروحية قد بدأت العمل بالفعل لمدة شهر تقريبًا. كان ترامپ قد اشترى الطائرات المروحية، التي كانت مملوكة سابقًا لشركة Resorts International Air، كجزء من صفقة 1988 مع Merv Griffin بعد استحواذه على Resorts International Inc.

## الأسطول
تألف أسطول ترامپ شاتل من الطائرات التالية:
- 8 طائرات Boeing 727-100
- 17 طائرة Boeing 727-200